# Cofradía de los Excombatientes (Salamanca)

Emblema de la cofradía

La Cofradía del Stmo. Cristo de las Batallas, N. P. Jesús del Consuelo y María Santísima del Gran Dolor, conocida como Cofradía de los Excombatientes, es una hermandad penitencial que formó parte de la Semana Santa salmantina entre 1944 y 1972. Actualmente se encuentra inactiva.

## Emblema
La hermandad tomó por emblema la Cruz de Santiago.

## Historia

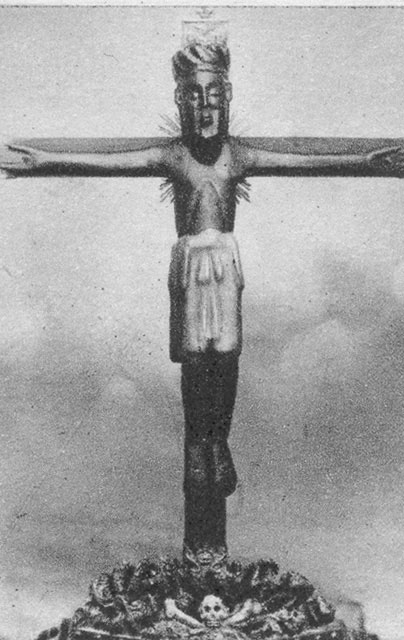
Fotografía antigua del Cristo de las Batallas o del Cid.

Los estatutos de la hermandad fueron aprobados por el obispo Barbado Viejo en septiembre de 1944. La cofradía fue fundada por los excombatientes en la parroquia de San Juan de Sahagún, para darle continuidad en el tiempo los estatutos recogían el derecho por herencia a pertenecer a la cofradía y también se le dio carácter parroquial, entrando abierta a los feligreses del templo.
La cofradía contó con la protección de Carlos Asensio Cabanillas, ministro del ejército de la época, los gobernadores civiles de Salamanca Juan Junquera y Diego Salas Pombo, y Ramón Laporta, gobernador civil de Valencia. Todos ellos fueron nombrados hermanos honorarios.
La primera procesión de la cofradía tuvo lugar en la noche del Miércoles Santo de 1945. Antes de comenzar el desfile una sección de nazarenos, precedidos de la cruz alzada y ciriales, iban a la Catedral para recoger la imagen del Cristo de las Batallas y llevarla hasta la puerta de San Juan, donde se incorporaba a la procesión. Acabado el desfile volvían a acompañar a la imagen hasta el templo catedralicio.
En 1967 le retiraron a la cofradía el permiso para sacar en procesión las imágenes de la iglesia de San Juan de Sahagún, el Cristo del Consuelo y la Virgen del Gran Dolor, por lo que cambió su sede a la iglesia de San Sebastián. Desde este templo sacó la imagen del Cristo de la Paz, junto al Cristo de las Batallas de la Catedral. Debido al reducido número de cofrades con que contaba la cofradía, la Hermandad de Jesús Flagelado decidió abandonar la procesión del Santo Entierro del Viernes Santo y acompañar a la de los excombatientes el Miércoles Santo. Entre 1967 y 1969 desfilaron las dos hermandades juntas. La situación de la Cofradía de los Excombatientes hizo que no pudiera salir en 1970, haciéndolo solo el Flagelado. En 1971 volvió a desfilar, pero solo con el Cristo de las Batallas. En 1972 quedó extinguida.

## Titulares

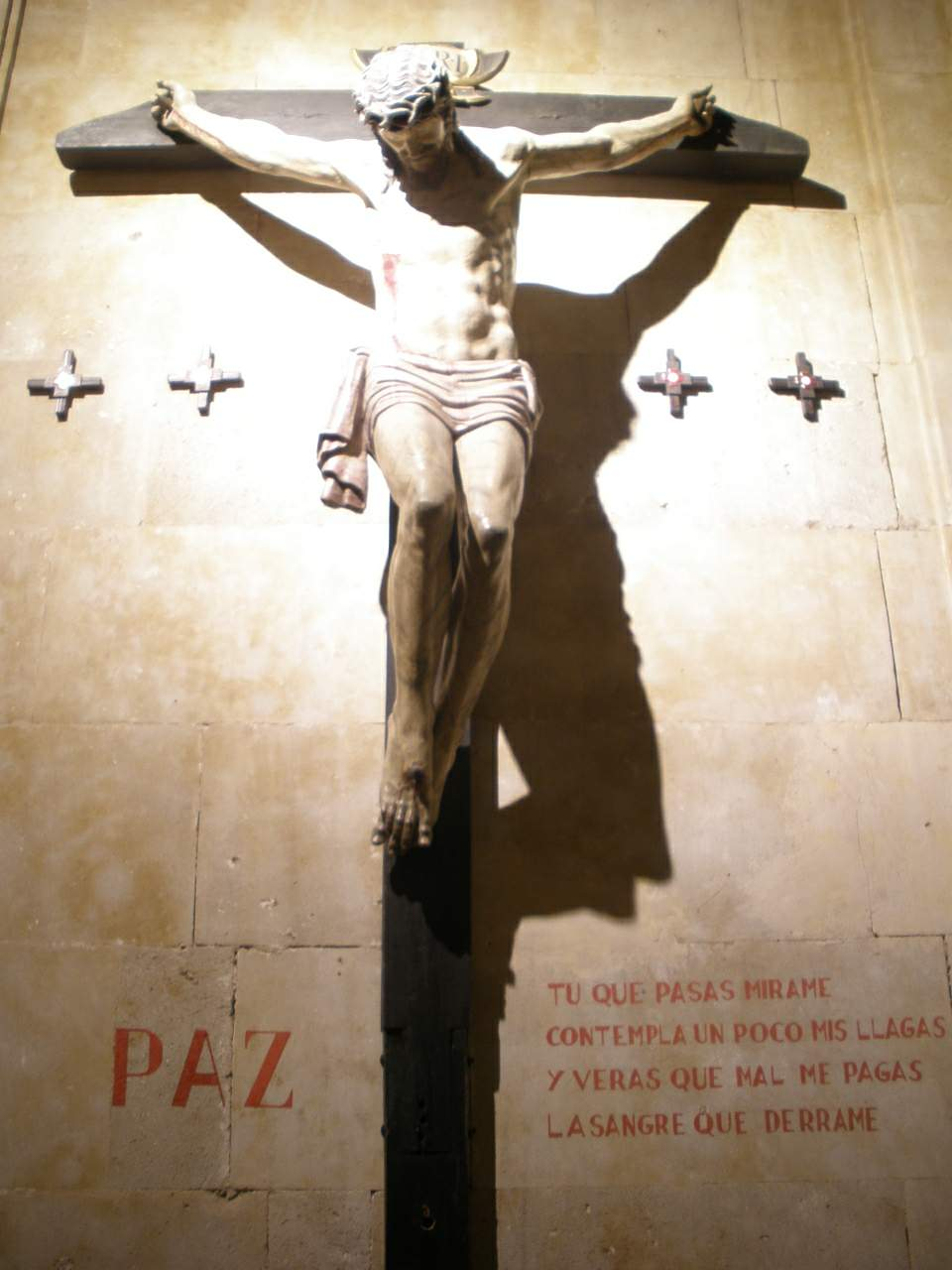
Cristo de la Paz.

- Stmo. Cristo de las Batallas: según la tradición se trata de la imagen que acompañaba al Cid Campeador en las batallas y llegó a Salamanca de la mano de Jerónimo de Perigeux, capellán del Cid y obispo de Salamanca desde 1102. Es una talla románica, de 76 cm., que muestra a Cristo vivo, con cuatro clavos y sin señales de la Pasión, con una corona real en la cabeza y la Cruz como trono. Tiene fama de milagroso. Ante las distintas adversidades que pudiera sufrir la ciudad, postes, sequías o guerras, la imagen era sacada en procesión sobre las andas de plata del Corpus. En 2012 fue restaurado buscando la policromía original de la obra y perdiendo su característico color moreno.[3]

- N. P. Jesús del Consuelo: la imagen de este crucificado preside el altar mayor de San Juan de Sahagún. Es una talla del siglo XVIII procedente de la antigua iglesia de San Mateo. Destaca su patetismo y tensión dramática. El paño de pureza se ciñe al cuerpo por una cinta que deja caer los pliegues del lienzo entre las piernas, dejando descubierta la cadera derecha.[4]

- María Santísima del Gran Dolor: imagen del siglo XVIII proveniente del antiguo convento de San Antonio el Real. Se trata de una Piedad formada por dos imágenes independientes. La Virgen es una imagen de vestir en la que solo están tallados manos y rostro. El cuerpo de Jesús dibuja una marcada diagonal. De gran dramatismo el Cristo solo está cubierto por un paño de pureza de acusados pliegues. Su pecho es abridero, conteniendo un sagrario cubierto de pan de oro en su interior, que era empleado en festividades solemnes. La iconografía de la Virgen se completa con una diadema de plata y un corazón atravesado por siete puñales en el pecho.[5] En su primer desfile de 1945 estrenó un rico manto bordado en plata por las RR. MM. Adoratrices.[1]

- Stmo. Cristo de la Paz: se trata de un crucificado de tamaño natural y cuya autoría no está documentada. Estilísticamente se encuadra en el clasicismo de la segunda mitad del siglo XVIII.[6] En 2015 la Hermandad de La Borriquilla recuperó la imagen para su Vía Crucis nocturno, y en 2016 se restauró la talla gracias al acuerdo firmado entre el Ayuntamiento de Salamanca y la Junta de Semana Santa.[7]

## Hábito
Los hermanos de fila vestían capirote blanco con la cruz de Santiago bordada, túnica también blanca con cíngulo y botonadura granates y capa de seda granate. Los hermanos de carga vestían túnica blanca con ancha faja granate y capucha blanca, llevando el emblema en el brazo.